# 2000-es Formula–1 monacói nagydíj
A 2000-es Formula–1 világbajnokság hetedik futama a monacói nagydíj volt.

## Futam
Michael Schumacher megszerezte a pole-t, a jordanes Jarno Trulli előtt. A versenyt magabiztosan vezető német autójának az 55. körben eltört a bal hátsó kerékfelfüggesztése, így fel kellett adnia a versenyt, Coulthard pedig nyert. Trulli kiesett a versenyen.
|    | Rsz | Versenyző             | Csapat             | Körök | Idő/Kiesések  | Start | Pontok |
| -- | --- | --------------------- | ------------------ | ----- | ------------- | ----- | ------ |
| 1  | 2   | David Coulthard       | McLaren-Mercedes   | 78    | 1:49:28.213   | 3     | 10     |
| 2  | 4   | Rubens Barrichello    | Ferrari            | 78    | +15.889       | 6     | 6      |
| 3  | 11  | Giancarlo Fisichella  | Benetton-Playlife  | 78    | +18.522       | 8     | 4      |
| 4  | 7   | Eddie Irvine          | Jaguar-Cosworth    | 78    | +1:05.924     | 10    | 3      |
| 5  | 17  | Mika Salo             | Sauber-Petronas    | 78    | +1:20.775     | 13    | 2      |
| 6  | 1   | Mika Häkkinen         | McLaren-Mercedes   | 77    | +1 Kör        | 5     | 1      |
| 7  | 22  | Jacques Villeneuve    | BAR-Honda          | 77    | +1 Kör        | 17    |        |
| 8  | 15  | Nick Heidfeld         | Prost-Peugeot      | 77    | +1 Kör        | 18    |        |
| 9  | 8   | Johnny Herbert        | Jaguar-Cosworth    | 76    | +2 Kör        | 11    |        |
| 10 | 5   | Heinz-Harald Frentzen | Jordan-Mugen-Honda | 70    | Kicsúszás     | 4     |        |
| Ki | 19  | Jos Verstappen        | Arrows-Supertec    | 60    | Kicsúszás     | 15    |        |
| Ki | 3   | Michael Schumacher    | Ferrari            | 55    | Felfüggesztés | 1     |        |
| Ki | 23  | Ricardo Zonta         | BAR-Honda          | 48    | Kicsúszás     | 20    |        |
| Ki | 9   | Ralf Schumacher       | Williams-BMW       | 37    | Kicsúszás     | 9     |        |
| Ki | 6   | Jarno Trulli          | Jordan-Mugen-Honda | 36    | Váltó         | 2     |        |
| Ki | 16  | Pedro Diniz           | Sauber-Petronas    | 30    | Kicsúszás     | 19    |        |
| Ki | 14  | Jean Alesi            | Prost-Peugeot      | 29    | Erőátvitel    | 7     |        |
| Ki | 21  | Gaston Mazzacane      | Minardi-Fondmetal  | 22    | Kicsúszás     | 22    |        |
| Ki | 20  | Marc Gené             | Minardi-Fondmetal  | 21    | Váltó         | 21    |        |
| Ki | 12  | Alexander Wurz        | Benetton-Playlife  | 18    | Kicsúszás     | 12    |        |
| Ki | 10  | Jenson Button         | Williams-BMW       | 16    | Motor         | 14    |        |
| NI | 18  | Pedro de la Rosa      | Arrows-Supertec    | 0     | Nem rajtolt   | 16    |        |

## A világbajnokság élmezőnyének állása a verseny után
| H  | Versenyzők           | Pont | H  | Konstruktőrök      | Pont |
| -- | -------------------- | ---- | -- | ------------------ | ---- |
| 1. | Michael Schumacher   | 46   | 1. | Ferrari            | 68   |
| 2. | David Coulthard      | 34   | 2. | McLaren-Mercedes   | 63   |
| 3. | Mika Häkkinen        | 29   | 3. | Williams-BMW       | 15   |
| 4. | Rubens Barrichello   | 22   | 4. | Benetton-Playlife  | 14   |
| 5. | Giancarlo Fisichella | 14   | 5. | Jordan-Mugen-Honda | 9    |

## Statisztikák
Vezető helyen:
- Michael Schumacher: 55 (1-55)
- David Coulthard: 23 (56-78)

David Coulthard 8. győzelme, Michael Schumacher 25. pole-pozíciója, Mika Häkkinen 17. leggyorsabb köre.
- McLaren 126. győzelme.